# Чукотский окружной комитет КПСС
Чукотский областной комитет КПСС — центральный партийный орган, существовавший в Чукотской АО с апреля 1932 года по 6 ноября 1991 года.

## История
- 10 декабря 1930 года образован Чукотский национальный округ (в составе Дальне-Восточного края) и в связи с этим, в апреле 1932 года был создан Чукотский окружной комитет ВКП(б).
- С 20 октября 1938 Чукотский национальный округ в составе Хабаровского края.
- 13 октября 1952 года Чукотский окружной комитет ВКП(б) переименован в Чукотский окружной комитет КПСС.
- C 3 декабря 1953 Чукотский национальный округ в составе Магаданской области.
- 7 октября 1977 года Чукотский национальный округ преобразован в Чукотский автономный округ.
- 23 августа 1991 деятельность КПСС на территории РСФСР приостановлена, а 6 ноября того же года запрещена.

## Первые секретари ВКП(б)/КПСС
- 4.1932 — 1933 Целоусов, Михаил Семёнович
- — 1940 и. о. Винокуров, Н[1]
- 1940—1943 Ласкин, Сергей Терентьевич
- 1945 Жижин, Михаил Харитонович
- 1947—1949 Есауленко, Константин Евгеньевич
- 1950—1952 Петров Иван Фёдорович
- 3.1954 — 1.1958 Грозин, Александр Никитич
- 10.1.1958 — Ботыгин, Василий Григорьевич
- 1961—1967 Феоктистов, Пётр Иванович
- 1967—1972 Моторин, Владимир Петрович
- 1972 — 2.1975 Киселёв, Геннадий Николаевич
- 2.1975 — 1976 Погребной, Александр Васильевич
- 1980—1986 Кобец, Вячеслав Иванович
- 1986 — 12.1990 Каштыкин, Николай Иванович
- 12.1990 — 8.1991 Фёдоров, Николай Алексеевич